# Pedro Ramos (militar)
Pedro Ramos (Buenos Aires, Virreinato del Río de la Plata, junio de 1795 - Buenos Aires, Argentina, marzo de 1871) fue un militar argentino que participó en la guerra de independencia y en las guerras civiles de su país, y en la lucha contra los indígenas. Se hizo conocido como eficaz oficial a órdenes del gobernador Juan Manuel de Rosas.

## Biografía
Ingresó en el Regimiento de Granaderos a Caballo en 1813 y participó en el Sitio de Montevideo y en la guerra contra los federales de José Artigas, combatiendo en la derrota de Guayabos.
Pasó al Ejército de los Andes e hizo las campañas de Chile, combatiendo en Chacabuco, Curapaligüe, Gavilán, Cancha Rayada y Maipú. Hirió en duelo al después coronel Federico Brandsen. Hizo también la campaña del sur de Chile, combatiendo en Chillán y Bío Bío. Fue enviado a San Luis, donde permaneció hasta que esa provincia se separó de la de Cuyo. De regreso a Chile fue uno de los firmantes del Acta de Rancagua, en que la renuncia de José de San Martín fue rechazada y quedó asegurado el comienzo de su campaña al Perú. Sin embargo, no participó de esa campaña.
Regresó a Buenos Aires, donde fue ayudante del coronel Agustín de Pinedo, con el que hizo las campañas al sur de la provincia, hasta Tandil, Bahía Blanca y Sierra de la Ventana al mando de este y de Federico Rauch. Pasó a la guardia de Salto, y a órdenes de Ángel Pacheco.
Se opuso a la revolución diciembre de 1829, en que Juan Lavalle derrocó y ejecutó a Manuel Dorrego. A órdenes de Juan Manuel de Rosas combatió en la batalla de Puente de Márquez y en el sitio de Buenos Aires.
Después de la caída de Lavalle fue nombrado jefe del Regimiento Nro. 1 de Caballería de Campaña, y en 1831 ascendido a coronel. Ese año hizo la campaña contra la Liga del Interior, ejerciendo por algún tiempo como edecán de Estanislao López. Representó a este en la firma del Convenio de Calchines, por el que la provincia de Córdoba se entregaba a los federales.
De regreso a Buenos Aires fue subinspector de armas de la campaña porteña y más tarde jefe de la guarnición de la isla Martín García. En 1833 fue miembro del tribunal que juzgó al capitán José María Pinedo por la entrega de las islas Malvinas a los británicos.
Hizo la campaña al desierto de 1833 a órdenes de Rosas; fue el encargado de remontar el río Colorado hasta sus nacientes, con la orden de reunirse con el general Aldao, que debería haber llegado hasta el mismo río. Pero este había llegado a las nacientes de este río y se había visto obligado a regresar a San Rafael. De modo que llegó hasta los volcanes del Payún, de donde desalojó a los últimos indígenas enemigos, de la parcialidad de los pehuenches. durante esa campaña enfrentó a los indígenas en varias batallas, logrando expulsar a los peligrosos hermanos Pincheira, ex oficiales realistas devenidos caciques pehueches.
En 1835 pasó a ser edecán del gobernador Rosas. Conservando ese cargo, fue nombrado comandante de la frontera central los indígenas del oeste de la provincia de Buenos Aires. Realizó un profundo ataque contra los boroganos, los que aún no se habían sometido, y los venció en Tapalqué, a pesar de haber sido seriamente herido.
En 1836 viajó a Tucumán con una división que debía participar en la guerra contra la Confederación Perú-Boliviana; pero al estancarse este enfrentamiento, regresó a su provincia.
Fue nombrado comandante militar del norte de la provincia, con sede en San Nicolás de los Arroyos. Allí recibió casi simultáneamente al prisionero Domingo Cullen, exgobernador de la provincia de Santa Fe, y la orden de Rosas de ejecutarlo, que cumplió a fines de junio de 1839.
Regresó a la frontera oeste, hasta que a principios de 1841, Rosas, lo envió, al mando del batallón de infantería de línea "Libres de Buenos Aires", a la provincia de Córdoba para reforzar al Ejército Unido de Vanguardia de la Confederación Argentina, al mando del brigadier Manuel Oribe (presidente depuesto de Estado Oriental del Uruguay), el cual a la sazón estaba combatiendo a las tropas unitarias de la Coalición del Norte. En agosto de ese año, por órdenes de Oribe, fue destacado a unirse con su batallón al cuerpo del ejército federal, al mando del coronel mayor Ángel Pacheco, que fue destinado para apoyar a los federales de Cuyo. El 24 de septiembre de 1841, al mando del general Pacheco, comandó la reserva federal (constituida por su batallón) en la batalla de Rodeo del Medio. En abril de 1842 pasó a Santa Fe con el Ejército Unido de Vanguardia, donde ayudó a derrocar a Juan Pablo López. De allí pasó a Paraná, donde combatió contra los corsarios italianos de Giuseppe Garibaldi en esa ciudad. Combatió en la batalla de Arroyo Grande al frente de un regimiento de caballería.
Participó del Sitio de Montevideo durante ocho años y luchó en varias batallas en las murallas de esa ciudad.
En 1851, cuando Justo José de Urquiza se pronunció contra Rosas y avanzó contra las tropas de Manuel Oribe, los demás jefes argentinos lo enviaron a pedir instrucciones a Rosas. Pero cuando regresó con las órdenes de este (aparte de haberle concedido, Rosas, el mando de las tropas argentinas), Oribe lo amenazó con fusilarlo si comunicaba al resto de los oficiales dichas órdenes. Poco después, Oribe entregaba su ejército, incluidos los soldados argentinos, a las fuerzas de Urquiza. Ramos y los demás jefes se embarcaron hacia Buenos Aires.
Tras haber sido duramente reprendido por Rosas por no haber resistido la presión de Oribe, combatió en la batalla de Caseros.
Tras la victoria de Urquiza y la huida de Rosas, fue edecán del ministro de guerra José María Flores y participó en la revolución de diciembre a órdenes de Hilario Lagos. Participó un tiempo en el sitio de Buenos Aires y – tras un tiempo en que estuvo refugiado en Santa Fe – regresó a Buenos Aires.
Pasó el resto de su vida alejado de toda actividad militar, en una pequeña estancia de su propiedad.
Falleció de fiebre amarilla, en marzo de 1871.